# Quinsac (Żyronda)
Quinsac – miejscowość i gmina we Francji, w regionie Nowa Akwitania, w departamencie Żyronda.
Według danych na rok 1990 gminę zamieszkiwało 1866 osób, a gęstość zaludnienia wynosiła 229 osób/km² (wśród 2290 gmin Akwitanii Quinsac plasuje się na 225. miejscu pod względem liczby ludności, natomiast pod względem powierzchni na miejscu 1194.).

## Współpraca
Miejscowość partnerska:
- Le Rœulx, Belgia